# Ардусат
Ардусат (рум. Ardusat) — село у повіті Марамуреш в Румунії. Адміністративний центр комуни Ардусат.
Село розташоване на відстані 414 км на північний захід від Бухареста, 16 км на захід від Бая-Маре, 98 км на північ від Клуж-Напоки.

## Населення
За даними перепису населення 2002 року у селі проживали 1826 осіб.
Національний склад населення села:
| Національність | Кількість осіб | Відсоток |
| -------------- | -------------- | -------- |
| румуни         | 1804           | 98,8%    |
| угорці         | 13             | 0,7%     |
| цигани         | 8              | 0,4%     |

Рідною мовою назвали:
| Мова      | Кількість осіб | Відсоток |
| --------- | -------------- | -------- |
| румунська | 1816           | 99,5%    |
| угорська  | 10             | 0,5%     |